# Lo mal any primer
Lo mal any primer és com es va conèixer ja a l'any 1333, a causa de la mala collita de blat, que començà una sèrie de crisis que amb l'entrada al segle xiv, interromp l'expansió territorial de la Corona d'Aragó i la prosperitat adquirides en els segles anteriors.
Les males anyades i les crisis eren fenòmens molt propis de les societats agràries, en què el baix nivell tècnic i la manca d'inversions per millorar les infraestructures i els coneixements aplicats a la producció condemnaven les societats a patir crisis periòdiques. Aquests flagells van tenir un nombre i una gravetat més grans durant els dos darrers segles medievals, ja que van coincidir en el temps amb dues epidèmies greus.
Les dificultats es van començar a acumular a partir de les males collites dels anys 1310-1314 i 1324-1329, especialment al Regne de València. Paral·lelament començaven els brots epidèmics: el 1331 a Mallorca, i el 1326 i 1334 al Regne de València.
Però la memòria popular ha recordat els anys 1333 i 1334 com els més greus pel que fa als inicis de les dificultats. L'escassetat va ser general a la Corona d'Aragó, els preus es van disparar i la mortaldat es va estendre a la ciutat: es parla de 10.000 morts a Barcelona, una ciutat que llavors devia estar a prop dels 50.000 habitants. Els anys 1340-1347 hi va haver un cicle llarg de carestia, especialment mortífer al regne de València.
Aquestes desgràcies marquen l'inici d'un canvi de tendència. Així ho van entendre poc després els contemporanis en batejar el 1333 com lo mal any primer. I, a aquestes dificultats inherents al mateix sistema, s'ha d'afegir encara l'actitud de la noblesa, quan va començar a experimentar els efectes de la minva de la població i la producció, és a dir, la caiguda de la renda, i va reaccionar agreujant la subjugació i l'explotació de les classes populars.

## La Pesta Negra i les pèrdues poblacionals
La Pesta Negra de 1348 potser va eliminar la cinquena part de la població del Principat i va anar seguida de rebrots, cada cinc o deu anys, durant més d'un segle. Els països de la Corona d'Aragó en van experimentar d'una manera desigual els efectes, però arreu generacions senceres van resultar delmades.
Algunes epidèmies van afectar especialment la població infantil, i van destruir els relleus generacionals i la continuïtat de les explotacions. Així, les males collites i les fams es van repetir més que abans i amb més gravetat durant tota la resta de l'edat mitjana, i van formar un cicle infernal amb les epidèmies.
Mancats de fonts demogràfiques per als anys anteriors a la Pesta Negra i havent-nos de refiar de fonts fiscals per al període posterior, resulta problemàtic estimar el valor de les pèrdues globals de població, que, sens dubte, van oscil·lar entre el 30 i el 60%, segons les ciutats i els països de la Corona d'Aragó.
Catalunya va ser el país de la Corona que més va patir. Cap al 1300 devia tenir uns 500.000 habitants, i el 1497 uns 224.000, és a dir, que va perdre el 55% de població. Sense comptar les pèrdues de l'època de la Pesta Negra, Girona, explica C. Guilleré (1993), va perdre el 30% de població entre 1360 i 1388, encara que potser es va començar a recuperar aviat.
En general, però, a Catalunya el canvi de tendència va ser molt tardà, del principi del segle xvi, i els nivells prepesta no es van assolir fins al XVIII, quan la població era de 508.000 habitants, el 1717. La ciutat, que vers 1340 devia tenir entre 40.000 i 50.000 habitants, el 1479 en tenia 20.000, una pèrdua del 50-60%.
El declivi de Mallorca també va ser molt dur: va perdre el 44% de població entre 1329 i 1444. L'any 1329 Mallorca tenia una població de 61.700 habitants, que el 1444 minvà fins a 34.390. La recuperació hi va començar abans que a Catalunya, la segona meitat del segle xv, però molt tímidament: el nivell de població anterior a la crisi no es va recuperar fins al final del segle xvi.
L'excepció és el País Valencià. El declivi demogràfic va començar en el període de 1347-1375, però els anys 1420-1430 ja s'havia estroncat i s'iniciava la recuperació a la zona sud del regne, on la població es va duplicar i fins i tot triplicar en l'espai de dues generacions. En les zones centre i nord, en canvi, van continuar les pèrdues, a vegades de l'ordre del 40-70%, fins cap al 1485, que també aquí va començar la recuperació. L'evolució de la ciutat de València va ser singular. Malgrat les caresties i les epidèmies, no van deixar de rebre immigrants i de créixer: 26.000 habitants en el període de 1359-61 i 75.000 el 1483. Així, el regne, que abans de la Pesta Negra devia tenir uns 200.000 o 250.000 habitants, cap al 1500 en tenia 320.000. Avantatjava, doncs, Catalunya, de la qual havia agafat el relleu econòmic.

## Temps, llocs i sectors de la crisi
En les societats agràries només una part de la producció i la força de treball circulava pel mercat, de manera que les sèries de preus i salaris dels segles XIV i XV reflecteixen només parcialment la marxa de l'economia, i fàcilment poden induir a errors d'apreciació. No en prescindim, però.
Segons les recerques de P. Vilar (1966), i J. Vicens Vives i J. Nadal Oller (1965), i les més recents de M.C. Argilés Aluja (1992), referents a Lleida, es pot concloure que:
- Els anys 1348-1380 van ser d'inflació, amb puges de preus i salaris tan vigoroses que la monarquia va haver de dictar mesures de contenció (1350). La combinació de la baixa del volum de producció amb els efectes de la gran contracció demogràfica poden explicar la conjuntura alcista, que va poder encobrir la crisi un temps.

- Els anys 1380-1420/30 va arribar la deflació: els preus agrícoles i industrials van tendir a baixar, però ho van fer amb oscil·lacions exasperants, mentre que els salaris prenien avantatge i reduïen els marges de beneficis. Van ser els anys de les fallides dels principals bancs barcelonins, gironins i empordanesos, la ruïna econòmica de la monarquia (Joan I) i el creixement del deute municipal i de la Generalitat. Va començar llavors, també, la desorganització del sistema monetari a causa de l'especulació, l'atresorament i les evasions de moneda. El malestar econòmic es va traduir en crisi social: les masses populars urbanes, buscant responsables de les desgràcies, sobretot de les oscil·lacions de preus, van assaltar els calls jueus (1391), mentre al camp la tensió entre senyors i pagesos s'incrementava.

- Cap a 1420-1430, si no abans, hi va haver un canvi de clima econòmic on a Catalunya aquesta millora va durar, en línies generals, fins cap al 1440; estabilitat relativa que va mitigar la tensió social. Tot i això, es van registrar pèrdues de mercats, problemes de la balança comercial i evasions de moneda, que expliquen les lluites de partits a Barcelona i els projectes de redreç econòmic d'Alfons el Magnànim. A Mallorca, en canvi, va viure aquells anys enfonsada en la crisi i en un greu enfrontament entre la ciutat i el camp que derivà en la revolta dels Forans (1450-1453). Per contra, el País Valencià va començar un període de bonança que va durar tot el segle i es va caracteritzar per l'augment dels negocis, l'estabilitat monetària, l'abundor de liquiditat, l'absència de problemes fiscals i la bona marxa dels preus i els salaris.

- Finalment, cap a 1440-1455, quan a molts països de l'Europa occidental començava la recuperació, Catalunya entrava en la fase aguda de la crisi, que va durar fins al final del segle. El període es va caracteritzar per la baixa dels preus, l'atonia en els negocis i la caiguda de la producció.

Fou llavors quan, en plena lluita de partits a Barcelona per les solucions a adoptar, Alfons el Magnànim va instal·lar en el poder la facció popular de la Busca (1453), que va procedir a adoptar mesures proteccionistes i a devaluar la moneda, en contra dels interessos de rendistes i grans mercaders importadors. Era el preludi de la Guerra Civil catalana (1462-1472), que va acabar d'enfonsar el país. Hi va haver llavors despoblament, atur, emigració, evasió de capitals, crisi del gran comerç i fallida del sistema financer.
Aquest va ser un període de grans conflictes: Guerra Civil catalana, Guerra dels remences, bandositats, tensió monarquia-estaments, lluita de partits a la ciutat entre la Biga i la Busca, etc.

## Conclusió
El diagnòstic global no canvia perquè l'economia mostri illes de prosperitat en un mar de crisi i és perfectament admissible, com mostra la recerca de M. del Treppo (1976), que un sector punta com el gran comerç català medieval sobrevisqués a les dificultats i mantingués un nivell de negoci alt fins a mitjan segle xv.
En conclusió, la societat catalana dels segles XIV i XV va experimentar, d'una manera acumulativa i dominant, dificultats temporals i sectorials, espaiades per fases de recuperació, que van portar a l'experiència traumàtica de la guerra civil. És la suma global de tot això el que anomenem crisi.